# Cup Winners' Cup 1975-76 (mænd)
Cup Winners' Cup 1975-76 for mænd var den første udgave af Cup Winners' Cup.

## Resultater

### 1/8-finaler
| Dato    | Dato    | Hjemmehold i 1. kamp    | Hjemmehold i 2. kamp | Resultat | Resultat | Resultat |
| 1. kamp | 2. kamp | Hjemmehold i 1. kamp    | Hjemmehold i 2. kamp | Samlet   | 1. kamp  | 2. kamp  |
| ------- | ------- | ----------------------- | -------------------- | -------- | -------- | -------- |
| ?       | 8.12.   | BM Granollers Camp      | Västra Frölunda IF   | 43–34    | 20-15    | 23-19    |
| ?       | 14.12.  | HB Red Boys Differdange | AHC'31               | 30–55    | 14-28    | 15-27    |
| ?       | 8.12.   | Oppsal IF               | FH                   | 34–28    | 19-11    | 15-17    |
| ?       | ?       | East Kilbride HC        | Progrès HC Seraing   | 24–78    | 17-43    | 7-35     |
| 1.12.   | 2.12.   | Paris UC                | Hapoel Ramat Gan     | 31–27    | 15-14    | 16-13    |
| 16.11.  | 6.12.   | BSV Bern                | Crvena Zvezda        | 46–45    | 21-19    | 25-26    |
| ?       | ?       | FIF                     | Sporting Lisboa      | 47–35    | 25-14    | 22-21    |
| 23.11.  | 8.12.   | UHC Salzburg            | Grün-Weiß Dankerzen  | 28–47    | 13-28    | 15-19    |

### Kvartfinaler
| Dato    | Dato    | Hjemmehold i 1. kamp | Hjemmehold i 2. kamp | Resultat | Resultat | Resultat |
| 1. kamp | 2. kamp | Hjemmehold i 1. kamp | Hjemmehold i 2. kamp | Samlet   | 1. kamp  | 2. kamp  |
| ------- | ------- | -------------------- | -------------------- | -------- | -------- | -------- |
| 8.1.    | ?       | AHC'31               | BM Granollers Camp   | 42–49    | 27-31    | 15-18    |
| 12.1.   | ?       | Progrès HC Seraing   | Oppsal IF            | 15–38    | 9-11     | 6-27     |
| ?       | 19.1.   | Paris UC             | BSV Bern             | 39–40    | 20-16    | 19-24    |
| 7.1.    | 22.1.   | FIF                  | Grün-Weiß Dankerzen  | 30–41    | 17-14    | 13-27    |

### Semifinaler
| Dato    | Dato    | Hjemmehold i 1. kamp | Hjemmehold i 2. kamp | Resultat | Resultat | Resultat |
| 1. kamp | 2. kamp | Hjemmehold i 1. kamp | Hjemmehold i 2. kamp | Samlet   | 1. kamp  | 2. kamp  |
| ------- | ------- | -------------------- | -------------------- | -------- | -------- | -------- |
| 11.3.   | 19.3.   | Oppsal IF            | BM Granollers Camp   | 28–30    | 13-15    | 15-15    |
| ?       | ?       | BSV Bern             | Grün-Weiß Dankerzen  | 28–37    | 13-15    | 15-22    |

### Finale
| Dato  | Hjemmehold         | Udehold             | Res   |
| ----- | ------------------ | ------------------- | ----- |
| 10.4. | BM Granollers Camp | Grün-Weiß Dankerzen | 26–24 |